# Notte italiana
Notte italiana è un film del 1987 diretto da Carlo Mazzacurati.
Carlo Mazzacurati vinse per questo film il Nastro d'argento al miglior regista esordiente, mentre Marco Messeri fu premiato con il Globo d'oro come miglior attore dell'anno.

## Trama
Il film è ambientato nel Delta del Po, una zona dove vent'anni prima si estraeva il metano, ma il pericolo di far sprofondare il terreno a causa dei prelievi indiscriminati dei privati aveva fatto bloccare l'attività estrattiva. L'avvocato Otello Morsiani si trasferisce nella zona per stimare un terreno; qui conosce Daria, una ragazza-madre con il suo bambino tornata nel Delta dopo una sfortunata esperienza in città. La missione dell'avvocato sembra dare fastidio ai proprietari e agli imprenditori rimasti, i quali tentano di corromperlo, meravigliandosi che nell'Italia degli intrallazzi possa esistere un uomo onesto. 
Nel corso del suo lavoro Morsiani viene a conoscenza di tanti fatti, alcuni dei quali contro la legge: speculazioni edilizie ed estrazioni illecite. Tornova, un grosso allevatore di pollame, estrae ancora clandestinamente del metano per riscaldare i suoi capannoni. Emerge anche la morte di un ispettore minerario che aveva scoperto l'esistenza di alcuni pozzi clandestini. Di questa morte sembra essere responsabile lo stesso Tornova, ma è implicato anche il padre di Daria. L'avvocato capisce che rischia di fare la stessa fine e tenta di fuggire, ma un risvolto lieto (con una punta di compromesso) cambia l'epilogo del film.

## Produzione
La pellicola è frutto di due fortunati esordi: di Nanni Moretti come produttore (è il primo film prodotto dalla neonata Sacher Film della coppia Moretti-Barbagallo) e di Carlo Mazzacurati come regista. In realtà, Mazzacurati aveva già girato un lungometraggio dal titolo Vagabondi nel 1979 ma, autoprodotto e girato in 16 mm, non aveva trovato un distributore.
Conosciuto per caso Moretti nel corso di una partita amatoriale di calcio, Mazzacurati gli aveva proposto il copione di Notte italiana, scritto da lui stesso in collaborazione con Franco Bernini. Moretti, dichiarando che gli piaceva perché non somigliava a nessuno dei film girati da lui, accettò di produrlo in occasione della nascita della Sacher. Costato un miliardo e trecento milioni di lire dell'epoca, il film fu interamente girato nel Delta del Po a Ca' Venier, a Taglio di Po e a Porto Viro. Venne presentato alla 44ª Mostra di Venezia nell'ambito della quarta Settimana della critica.

## Critica
«Regista dalla vena agilissima, capace di coniugare la severità del tema con una suadente definizione dei caratteri, sotto il segno dell'ambiguità... Assai belli anche i toni sottilmente malinconici (anche forse con qualche debito al cinema di Pupi Avati) che impregnano l'insieme. Altrettanto efficace il concerto degli interpreti: da Marco Messeri, che armonizza la risolutezza del personaggio con certe sue note infantili, alla sempre più brava e matura Giulia Boschi; con l'aggiunta di un affiatato gruppo di comprimari, perfettamente calati nei propri ruoli»
«... quadro padano tinto di giallo, ben interpretato...» **½

## Colonna sonora
La colonna sonora composta da Fiorenzo Carpi vinse il Ciak d'oro per la migliore musica originale.

## Riconoscimenti
- Ciak d'oro - 1988

Migliore opera prima
Migliore colonna sonora a Fiorenzo Carpi
Migliore sonoro in presa diretta a Franco Borni